# Novi Sad
Novi Sad (v cirilici Нови Сад, madžarsko Újvidék, slovaško Nový Sad) je drugo največje mesto v Srbiji in glavno mesto Avtonomne pokrajine Vojvodine. Je kulturno, industrijsko, finančno, izobraževalno in upravno središče Vojvodine in severne Srbije. V njem je sedež Matice srpske, najstarejše kulturne ustanove srbskega naroda v Avstro-Ogrski, in Univerze v Novem Sadu, druge največje srbske univerze.
Skupaj z okoliškimi naselji je ob popisu leta 2011 imel 341 625 prebivalcev, kar predstavlja slabo petino prebivalstva Vojvodine. Je večetnično mesto, v katerem poleg Srbov tradicionalno živijo Madžari, Slovaki, Hrvati in Rusini.

## Ime
V Novem Sadu so poleg srbskega uradno v uporabi tudi madžarski, slovaški in rusinski jezik. Ime mesta v madžarščini je Újvidék, v slovaščini Nový Sad in v rusinščini Нови Сад. Zgodovinsko latinsko ime mesta je Neoplanta in nemško Neusatz oziroma Neusatz an der Donau.
Prvotna imena Novega Sada so bila Racko selo, Racka varoš, Racki grad (Ratzen Stadt, Ratzenstatt) in Petrovaradinski šanac (Peterwardeiner Schantz), ime Novi Sad (Neoplanta, Neusatz, Újvidék) pa datira v leto 1748. Manojlo Grbić je v prvi knjigi z naslovom Karlovačko vladičanstvo napisal: »Jeseni 1722 je potekal ljudski zbor v Varadinskem Šancu, to pa je v današnjem Novem Sadu.«
V času habsburške uprave je bil Novi Sad žarišče srbskega političnega in kulturnega boja, zato je tedaj dobil vzdevek »Srbske Atene«.

## Zemljepis
Novi Sad leži v osrednjem delu avtonomne pokrajine Vojvodine, na severu Srbije, na meji pokrajin Bačke in Srema.
Leži na bregovih reke Donave med 1252. in 1262. kilometrom rečnega toka. Na levem bregu Donave je ravninski del mesta (Bačka), na desnem bregu, na pobočju Fruške gore, pa hriboviti del (Srem). Nadmorska višina na bački strani je med 72 in 80 m, na sremski pa med 250 in 350 m. Pri Novem Sadu se v Donavo (na levi strani) izliva Mali bački kanal, ki je del sistema prekopov Donava–Tisa–Donava. Bački del mesta se razprostira ob obeh straneh tega prekopa.
Upravno območje mesta Novi Sad s 15 primestnimi naselji pokriva 702,7 km² površine, medtem ko ožji Novi Sad s Petrovaradinom in Sremsko Kamenico obsega 129,4 km².
Mesto Novi Sad obkrožajo občine Bački Petrovac, Vrbas, Temerin, Žabalj, Titel, južno od Drave, že v Sremu pa Inđija, Sremski Karlovci, Irig in Beočin, ki skupaj s prebivalci drugih občin Južnobačkega upravnega okraja gravitirajo k Novemu Sadu.

### Podnebje
Podnebje v Novem Sadu prehaja iz zmerno celinskega v celinsko. Jeseni in pozimi občasno zapiha hladna košava, ki običajno traja tri do sedem dni. Košava lahko pozimi ob sneženju ustvarja snežne nanose in zamete. Povprečna temperatura zraka v mestu je 10,9 °C, povprečna januarska temperatura je −1 °C, julijska pa 21,6 °C. Letno povprečno zapade 578 mm padavin, število dni s padavinami pa je 122. Zaradi podnebnih sprememb na svetovni ravni se v zadnjih letih na območju Novega Sada povečuje količina padavin, ki občasno povzročajo poplave v nekaterih delih mesta, saj trenutna mestna kanalizacija ni projektirana za takšne razmere.
| Podnebni podatki za četrt Rimski Šančevi, Novi Sad (1981–2010, rekordi: 1948–danes) | Podnebni podatki za četrt Rimski Šančevi, Novi Sad (1981–2010, rekordi: 1948–danes) | Podnebni podatki za četrt Rimski Šančevi, Novi Sad (1981–2010, rekordi: 1948–danes) | Podnebni podatki za četrt Rimski Šančevi, Novi Sad (1981–2010, rekordi: 1948–danes) | Podnebni podatki za četrt Rimski Šančevi, Novi Sad (1981–2010, rekordi: 1948–danes) | Podnebni podatki za četrt Rimski Šančevi, Novi Sad (1981–2010, rekordi: 1948–danes) | Podnebni podatki za četrt Rimski Šančevi, Novi Sad (1981–2010, rekordi: 1948–danes) | Podnebni podatki za četrt Rimski Šančevi, Novi Sad (1981–2010, rekordi: 1948–danes) | Podnebni podatki za četrt Rimski Šančevi, Novi Sad (1981–2010, rekordi: 1948–danes) | Podnebni podatki za četrt Rimski Šančevi, Novi Sad (1981–2010, rekordi: 1948–danes) | Podnebni podatki za četrt Rimski Šančevi, Novi Sad (1981–2010, rekordi: 1948–danes) | Podnebni podatki za četrt Rimski Šančevi, Novi Sad (1981–2010, rekordi: 1948–danes) | Podnebni podatki za četrt Rimski Šančevi, Novi Sad (1981–2010, rekordi: 1948–danes) | Podnebni podatki za četrt Rimski Šančevi, Novi Sad (1981–2010, rekordi: 1948–danes) |
| Mesec                                                                               | Jan                                                                                 | Feb                                                                                 | Mar                                                                                 | Apr                                                                                 | Maj                                                                                 | Jun                                                                                 | Jul                                                                                 | Avg                                                                                 | Sep                                                                                 | Okt                                                                                 | Nov                                                                                 | Dec                                                                                 | Letno                                                                               |
| ----------------------------------------------------------------------------------- | ----------------------------------------------------------------------------------- | ----------------------------------------------------------------------------------- | ----------------------------------------------------------------------------------- | ----------------------------------------------------------------------------------- | ----------------------------------------------------------------------------------- | ----------------------------------------------------------------------------------- | ----------------------------------------------------------------------------------- | ----------------------------------------------------------------------------------- | ----------------------------------------------------------------------------------- | ----------------------------------------------------------------------------------- | ----------------------------------------------------------------------------------- | ----------------------------------------------------------------------------------- | ----------------------------------------------------------------------------------- |
| Rekordno visoka temperatura °C                                                      | 18.9                                                                                | 22.4                                                                                | 30.0                                                                                | 31.5                                                                                | 34.2                                                                                | 37.6                                                                                | 41.6                                                                                | 40.0                                                                                | 37.4                                                                                | 30.1                                                                                | 26.9                                                                                | 21.0                                                                                | 41.6                                                                                |
| Povprečna visoka temperatura °C                                                     | 3.7                                                                                 | 6.1                                                                                 | 12.0                                                                                | 17.7                                                                                | 23.0                                                                                | 25.8                                                                                | 28.1                                                                                | 28.3                                                                                | 23.6                                                                                | 18.0                                                                                | 10.5                                                                                | 4.8                                                                                 | 16.8                                                                                |
| Povprečna dnevna temperatura °C                                                     | 0.2                                                                                 | 1.6                                                                                 | 6.4                                                                                 | 11.8                                                                                | 17.3                                                                                | 20.1                                                                                | 21.9                                                                                | 21.6                                                                                | 16.9                                                                                | 11.8                                                                                | 5.9                                                                                 | 1.5                                                                                 | 11.4                                                                                |
| Povprečna nizka temperatura °C                                                      | −3.1                                                                                | −2.4                                                                                | 1.5                                                                                 | 6.2                                                                                 | 11.3                                                                                | 14.1                                                                                | 15.5                                                                                | 15.3                                                                                | 11.4                                                                                | 6.9                                                                                 | 2.2                                                                                 | −1.5                                                                                | 6.5                                                                                 |
| Rekordno nizka temperatura °C                                                       | −30.7                                                                               | −28.6                                                                               | −19.9                                                                               | −6.2                                                                                | −0.4                                                                                | 0.2                                                                                 | 5.4                                                                                 | 6.9                                                                                 | −1.6                                                                                | −6.4                                                                                | −13.8                                                                               | −24.0                                                                               | −30.7                                                                               |
| Povprečna količina padavin mm                                                       | 39.1                                                                                | 31.4                                                                                | 42.5                                                                                | 49.2                                                                                | 63.0                                                                                | 91.4                                                                                | 64.3                                                                                | 57.5                                                                                | 53.8                                                                                | 52.7                                                                                | 53.8                                                                                | 48.8                                                                                | 647.3                                                                               |
| Povp. št. dni s padavinami (≥ 0.1 mm)                                               | 12                                                                                  | 10                                                                                  | 11                                                                                  | 12                                                                                  | 13                                                                                  | 12                                                                                  | 10                                                                                  | 9                                                                                   | 10                                                                                  | 9                                                                                   | 11                                                                                  | 13                                                                                  | 132                                                                                 |
| Povp. št. sneženih dni                                                              | 6                                                                                   | 7                                                                                   | 3                                                                                   | 0                                                                                   | 0                                                                                   | 0                                                                                   | 0                                                                                   | 0                                                                                   | 0                                                                                   | 0                                                                                   | 2                                                                                   | 6                                                                                   | 24                                                                                  |
| Povprečna relativna vlažnost (%)                                                    | 85                                                                                  | 79                                                                                  | 71                                                                                  | 67                                                                                  | 66                                                                                  | 69                                                                                  | 68                                                                                  | 68                                                                                  | 72                                                                                  | 76                                                                                  | 82                                                                                  | 86                                                                                  | 74                                                                                  |
| Povp. št. sončnih ur                                                                | 64.8                                                                                | 99.0                                                                                | 156.4                                                                               | 190.1                                                                               | 250.8                                                                               | 269.4                                                                               | 303.6                                                                               | 285.8                                                                               | 205.7                                                                               | 158.9                                                                               | 92.4                                                                                | 58.4                                                                                | 2.135,3                                                                             |
| Vir 1: RHMZ Srbije                                                                  |                                                                                     |                                                                                     |                                                                                     |                                                                                     |                                                                                     |                                                                                     |                                                                                     |                                                                                     |                                                                                     |                                                                                     |                                                                                     |                                                                                     |                                                                                     |
| Vir 2: Meteo Climat (rekordi)                                                       |                                                                                     |                                                                                     |                                                                                     |                                                                                     |                                                                                     |                                                                                     |                                                                                     |                                                                                     |                                                                                     |                                                                                     |                                                                                     |                                                                                     |                                                                                     |

## Zgodovina

### Starejša naselja na območju Novega Sada
Izvzemši petrovaradinsko trdnjavo z okolico, kjer so bile odkrite sledi iz skoraj vseh obdobij od prazgodovine do srednjega veka, je na bački strani raztresenih več arheoloških najdišč. Na Klisi je bila odkrita zemljanka iz bakrene in železne dobe, na mestu današnje Temerinske pentlje pa ostanki različnih obdobij, od nekropole starčevske kulture do velike srednjeveške vasi.
Prvi zgodovinski dokument, ki priča o obstoju naselja na območju Novega Sada, je listina ogrskega kralja Béle IV. leta 1237, s katerim je novi cistercijanski opatiji v Belakutu (srednjeveški utrdbi na mestu današnje petrovaradinske trdnjave) daroval posestva in vasi na bački strani. V listini se omenjajo kraji Peturvarad (tudi stari Petrovaradin, Vašaroš Varad in Varadinci), Gornji in Donji Zajol (pozneje Sajol, Isailovo in Sajlovo, kakor se danes imenuje eno od predmestij) ter Bakša (Bakšić, Bačić, Bakšafalva). V srednjem veku so obstajala tudi naselja Sent Marton na bregu Donave, Bivaljoš (verjetno na območju današnje Slane bare) in Bistrica (na zemljevidih iz 16. in 17. stoletja, a doslej brez materialnih dokazov o obstoju).
Večina teh naselij je bila večkrat uničena in spet ustanovljena, najprej zaradi pohodov Mongolov v 13. stoletju, pozneje pa zaradi ogrsko-turških vojn. V urbarju iz leta 1522 so med prebivalci teh naselij zabeležena tako madžarska kot slovanska imena (Božo, Radovan, Radonja itd.), turški podatki iz leta 1590 pa na območju beležijo 105 hiš, ki so plačevale davek, in to popolnoma srbskih. Glede na to, da nekateri Srbi niso plačevali davka (v kolikor so na primer bili v turški službi), je bilo pravo število prebivalcev teh naselij verjetno še večje.

### Ustanovitev in razvoj
Domnevajo, da je naselje na levem bregu Donave, iz katerega se je razvil današnji Novi Sad, nastalo po izgonu Turkov z območja leta 1694, verjetno pa že nekaj let prej, saj so leta 1692, ko se je začela gradnja petrovaradinske trdnjave, na levem bregu Donave lahko bile kolibe rokodelcev, ki so spremljali gradbenike in avstrijsko vojsko.
To naselje je bilo prvotno znano pod imeni: Racka varoš (Raitzenstadt, Ratzen Stadt, tj. Srbsko mesto) in Petrovaradinski Šanac. Prvotni prebivalci naselja so bili v veliki večini Srbi, pa tudi Nemci, Judje, Madžari, Armenci, Bolgari, Cincarji in Grki, o katerih prisotnosti pričajo številni arhitekturni in kulturni spomeniki. Od leta 1702 je bilo naselje del habsburške vojaške meje, leta 1708 pa je postalo sedež bačkega škofa in glavno mesto bačkega dela podonavske vojaške meje. Po novi avstrijsko-turški vojni se je leta 1718 državna meja odmaknila od Racke varoši, ta pa se je razvila v trgovsko naselje, kjer so trgovali s plodovi sremsko-fruškogorskega vinograda in žitorodne Bačke ravnice.
Leta 1718 se je skoraj celotno prebivalstvo vasi Almaš (nahajala se je med Temerinom in Srbobranom) preselilo v Racko varoš (današnji Almaški kraj), zaradi česar je prebivalstvo mesta hitro naraslo. Po podatkih iz leta 1720 je imela Racka varoš 112 srbskih, 14 nemških in 5 madžarskih domov. Tedaj je Racka varoš postala »Komorska varoš«, z zametki urbanih značilnosti, kot del vojaške meje pa se je prebivalstvo mesta delilo na vojaški in civilni del.

Leta 1748 so premožni meščani (nekaj Srbov in dva Nemca) odšli na Dunaj, kjer so od cesarice Marije Terezije za 80.000 rajnških goldinarjev kupili status svobodnega kraljevega mesta. Tedaj je tudi dobilo današnje ime Novi Sad. Status mu je cesarica z odlokom podelila 1. februarja, ki se od leta 1996 praznuje kot uradni dan mesta.
Po zaslugi statusa svobodnega kraljevega mesta je Novi Sad doživel hiter gospodarski razvoj in napredek, tako da je v šestdesetih letih 18. stoletja v njem živelo okoli 8000 prebivalcev – večinoma obrtnikov in trgovcev, pa tudi poljedelcev in pridelovalcev zelenjave. Po zgledu svobodnih mest tistega časa je mesto vodil magistrat s sodnikom in dvanajstimi senatorji na čelu. Za Srbe je bila pridržana polovica skupnega števila članov magistratov, sodnika, mestnega glavarja in druge pa so izmenično volili iz srbske in drugih narodnosti. Leta 1780 je imel Novi Sad okoli 2000 domov, od tega 1144 srbskih. V letih 1771 in 1838 so mesto prizadele poplave.
V prvi polovici 19. stoletja je bil Novi Sad največje srbsko mesto: okoli leta 1820 je imel približno 20.000 prebivalcev, od tega približno dve tretjini Srbov, današnje največje srbsko mesto Beograd pa je podobno število doseglo šele leta 1853. Leta 1817 je Vuk Karadžić o Novem Sadu dejal, da je »danes največja srbska skupnost na svetu«, medtem ko je Pavol Jozef Šafárik leta 1813 izjavil, da je »tu gnezdo srbstva«. Novi Sad je bil takrat središče političnega, kulturnega in družbenega življenja Srbov. V njem so stalno ali dlje časa bivali Svetozar Miletić, Mihailo Polit-Desančić, Jovan Jovanović Zmaj, Laza Kostić, Đorđe Natošević, Ilija Vučetić, Stefan Branovački, S. Pavlović, Teodor Mandić, L. Stanojević, A. Hadžić, Kosta Trifković, Arsa Pajević, pa tudi številni vidnejši emigranti iz Srbije. Vse to so bili razlogi, da je Novi Sad dobil vzdevek »srbske Atene«.

### Revolucije leta 1848–1849
Ob začetku narodnih vrenj leta 1848 je Novi Sad odigral pomembno vlogo. V njem so 26. marca na skupni seji »srbskega občestva« sprejeli peticijo v 16 točkah, pogoj za samoupravne svoboščine Srbov na Ogrskem. V mestu so razrešili dotedanji magistrat in izvolili novega, sestavljenega izključno iz Srbov; iz njega je izšla tudi pobuda za majsko skupščino, ki je potekala od 13. do 15. maja 1848 v Sremskih Karlovcih in na kateri so proglasili avtonomno Srbsko vojvodino, katere del je postal tudi Novi Sad.
Pred razglasitvijo Srbske vojvodine v Sremskih Karlovcih so novosadski Srbi na sestanku v Novem Sadu izvolili deputacijo, ki je 8. aprila odšla v Požun, da bi se dogovorila z Lajosem Kossuthom o odnosih med novo revolucionarno madžarsko vlado in vojvodinskimi Srbi. Dogovora niso dosegli in tako se je na ozemlju današnje Vojvodine vnela krvava vojna med Srbi in Madžari. Med vojno je še posebej trpel Novi Sad, ki ga je madžarska vojska razdejala z bombardiranjem s Petrovaradinske trdnjave. Od več kot 2800 zgradb in hiš jih je ostalo komaj 800, prebivalstvo pa se je razbežalo na vse strani. Po zadušitvi madžarskega upora se je del prebivalstva vrnil v mesto, vendar je popis iz leta 1850 v mestu naštel le 7102 prebivalca, niti polovice od 20 000, kolikor jih je imelo pred revolucijo. Šele popis leta 1870 je v Novem Sadu naštel 19 000 prebivalcev. O uničenju mesta pričajo tudi podatki o zamislih avstrijskih uradnikov, da bi zgradili novo mesto nekaj kilometrov vzvodno.

### Novi Sad do prve svetovne vojne
Med letoma 1849 in 1860 je bil Novi Sad del Vojvodstva Srbije in Tamiškega Banata, posebne habsburške pokrajine, katere upravni sedež je bil v Temišvaru. Po ukinitvi te pokrajine je Novi Sad postal del Bačko-Bodroške županije v okviru habsburške Ogrske. Upravni sedež te županije je bil v Somboru.
Na političnem in kulturnem področju je Novi Sad obdržal svojo staro vlogo in je znatno prednjačil ne le pred Vojvodino, temveč tudi pred drugimi srbskimi in bodočimi jugoslovanskimi mesti. Leta 1863 je v Novem Sadu izhajalo devet srbskih časopisov, v Beogradu so tedaj izhajali štirje in v Zagrebu šest). Leta 1864 se je iz Pešte v Novi Sad preselila Matica srpska, malo prej (1861) pa je bilo v mestu ustanovljeno Srbsko narodno gledališče. Leta 1865 je znova začela delovati srbska gimnazija z višjimi razredi. V mestu je izstopala tudi skupina ljudi, ki je naslednja desetletja vodila vojvodinske Srbe v boju za narodne in demokratične pravice. Nosilec te politične in kulturne akcije je bil Svetozar Miletić, sledili so mu Jovan Jovanović Zmaj, Jovan Đorđević, Laza Kostić in drugi.
Čeprav je bil Novi Sad še vedno politično in kulturno središče vojvodinskih Srbov, se je do konca 19. stoletja narodnostna sestava prebivalstva spremenila iz pretežno srbskega v narodnostno mešanega. To je bila posledica politike madžarizacije, ki jo je izvajala ogrska vlada po letu 1867 v sestavu Avstro-Ogrske monarhije. V osemdesetih letih je vodstvo mestne uprave prešlo v roke Madžarov, od takrat naprej pa so bili za poslance izvoljeni samo njihovi predstavniki. Po popisu leta 1880 je 41,2 % prebivalcev mesta govorilo srbsko in 25,9 % madžarsko. Do leta 1910 je odstotek srbsko govorečih padel na 34,52 %, medtem ko je odstotek madžarsko govorečih narasel na 39,72 %.
Ali so bili leta 1910 v mestu najštevilčnejši Madžari ali Srbi, ni mogoče z gotovostjo trditi; nekateri zgodovinarji oporekajo točnosti rezultatov tega popisa, saj ni beležil narodne pripadnosti državljanov niti izključno maternega jezika, temveč tudi »najpogosteje govorjeni jezik«. Možno je, da je bilo število govorcev madžarščine precenjeno, saj je bila ta takrat uradni jezik in je veliko državljanov, ki jim ni bila materni jezik, izjavilo, da jo najpogosteje uporabljajo v vsakodnevni komunikaciji. Za govorce madžarščine se je med drugim izjasnilo 2326 Judov. Druga značilnost popisa leta 1910 je bila, da je poleg stalnih prebivalcev mesta zabeležil tudi začasne prebivalce, ki niso živeli v mestu, marveč so bili tam nameščeni v vojaški ali državni službi.

Gospodarski razvoj mesta je v drugi polovici 19. stoletja omejeval ustroj takratne Avstro-Ogrske, ki je v industrializaciji nekoliko zaostajala za državami zahodne Evrope. V osemdesetih letih 19. stoletja je imel Novi Sad le tovarno svile, čez nekaj časa so zgradili klavnico, nato plinarno in leta 1910 še električno centralo. Z izgradnjo glavne železniške proge leta 1883, ki ga je povezala z Budimpešto, je Novi Sad pridobil na pomenu, vendar je bila industrija v mestu še vedno zanemarljiva.

### Med obema svetovnima vojnama
Avstro-Ogrska je razpadla konec oktobra 1918 in kapitulirala 3. novembra. Predvojni srbski politiki in domoljubi so se začeli zbirati in organizirano delovati v Novem Sadu že v zgodnji jeseni 1918; med njimi se je izpostavilo vprašanje organiziranja odbora, ki bi po razpadu Avstro-Ogrske prevzel oblast v mestu iz rok madžarske uprave. Prvi takšen neformalni odbor je nastal na pobudo Jaše Tomića, predvojnega voditelja Srbske ljudske radikalne stranke. Pod njegovim vodstvom so oblikovali Srbski ljudski odbor, ki bi predstavljal začasno oblast v Banatu, Bački in Baranji za obdobje medvladja. V Novem Sadu je odbor prevzel oblast v noči na 9. november 1918, dan preden je vanj vkorakala srbska vojska.
Potem ko so med 18. in 24. novembrom v vojvodinskih mestih izvedli volitve, se je v Novem Sadu 25. novembra 1918 sestala Velika ljudska skupščina Srbov, Bunjevcev in ostalih Slovanov v Banatu, Bački in Baranji. Na skupščini so proglasili odcepitev teh pokrajin od Ogrske in priključitev Srbiji ter oblikovali pokrajinsko vlado s sedežem v Novem Sadu. 1. decembra 1918 je bila proglašena Kraljevina Srbov, Hrvatov in Slovencev.
Čeprav je do leta 1918 igral vlogo kulturnega in političnega središča Srbov, do takrat Novi Sad ni bil upravno središče kakšnega pomembnejšega upravnega ozemlja ali pokrajine, kar se je z vstopom v novo državo spremenilo: od leta 1918 do 1922 je bil Novi Sad upravno središče pokrajin Banat, Bačka in Baranja, pa tudi (1921–1922) upravno središče Bačko-baranjske županije, ki je obsegala Bačko in Baranjo, nato (od 1922 do 1929) upravno središče Bačke oblasti, ki je obsegala zahodne dele Bačke in Baranje, leta 1929 pa je postal upravno središče Donavske banovine, ene od banovin Kraljevine Jugoslavije.
Po popisu leta 1921 je imel Novi Sad 39.122 prebivalcev, od tega jih je 16.293 govorilo srbsko, 12.991 madžarsko, 6373 nemško in 1117 slovaško. Krepitev industrije je povečala tudi število prebivalcev mesta. Do popisa 1931 je število prebivalcev mesta naraslo na 63.985, tudi zato, ker je bil Novi Sad v tistem času upravno združen s Petrovaradinom, tako da se podatki popisa leta 1931 nanašajo na obe naselji (Petrovaradin je takrat štel okoli 5000 prebivalcev). Ta popis je zabeležil absolutno večino 50,4 % govorcev srbščine ali hrvaščine v združenem mestu (v Petrovaradinu so bili takrat večinsko prebivalstvo Hrvati).
K novi jugoslovanski državi je Novi Sad prispeval kulturne dobrine in ustanove, kot so Matica srpska s svojim letopisom, Srbsko narodno gledališče, knjižnico, umetniške galerije … Gospodarstvo Novega Sada je izstopalo v takratni agrarni državi, komunalna ureditev pa je bila med naprednejšimi. Kot upravno središče Donavske banovine je Novi Sad dobil številne monumentalne zgradbe, kot so »Banovina« (sedanja stavba pokrajinske vlade in skupščine), Tanurdžićeva palača, Delavski dom in druge. Novi Sokolski dom je bil posvečen 1. decembra 1936.

### Druga svetovna vojna
11. aprila 1941, pet dni po vdoru sil osi v Jugoslavijo, so enote Kraljevine Madžarske prestopile jugoslovansko mejo in v manj kot štirih dneh okupirale Bačko, Baranjo, Medžimurje in Prekmurje. V Novi Sad so vstopile 13. aprila in v njem vzpostavile vojaško upravo. Madžarska je na okupiranem ozemlju ustanovila Bačko-bodroško županijo, katere glavno mesto je bil Sombor. Novemu Sadu je bil obnovljen status svobodnega kraljevskega mesta, iz predvojnega upravnega središča pa se je pretvoril v obmejno mesto z ustaško Neodvisno državo Hrvaško; na hrvaški strani meje se je znašel Petrovaradin, ki je bil do vojne združen z Novim Sadom.
Med triinpolletno okupacijo so madžarske in pozneje nemške oblasti izvedle več zločinov nad prebivalstvom, najbolj razvpit množični zločin pa je bila novosadska racija januarja 1942, v kateri je madžarska vojska pobila in v zaledenelo Donavo zmetala 1246 Novosadčanov, od tega 809 Judov, 375 Srbov, 18 Madžarov, 15 Rusov in dva Rusina. Po marcu 1944 je nacistična Nemčija, ki je okupirala omahujočo Madžarsko, odvedla večino preostalega judovskega prebivalstva v uničevalna taborišča. Med vojno je življenje izgubilo okoli 5000 Novosadčanov.
Ves čas vojne je v mestu delovalo odporniško gibanje in narodnoosvobodilni boj pod vodstvom Komunistične partije Jugoslavije, ki pa je bil na območju Vojvodine manj intenziven kot drugod. V odporniškem gibanju so sodelovali prebivalci vseh narodnosti. Ob trideseti obletnici zmage nad fašizmom, 7. maja 1975, je Josip Broz Tito Novemu Sadu podelil odlikovanje narodnega heroja Jugoslavije.

### Povojno obdobje
22. oktobra 1944 je okupator pred prodirajočo Rdečo armado in Narodnoosvobodilno vojsko zapustil Novi Sad, 23. oktobra pa so mesto osvobodile partizanske enote iz Srema in Bačke, s čimer se je Novi Sad ponovno znašel v (novi) Jugoslaviji. Od leta 1945 je glavno mesto avtonomne pokrajine Vojvodine.
6. aprila 1945 je v Novem Sadu potekala zgodovinska seja Glavnega narodnoosvobodilnega odbora Vojvodine (GNOOV), na kateri je bila sprejeta odločitev, da Vojvodina postane del federalne enote Srbije, znotraj nje pa ima popolno avtonomijo kot avtonomna pokrajina.
Po podatkih popisa iz leta 1948 je bilo v Novem Sadu največ Srbov (50,9 %), sledili so Madžari (16,8 %), Hrvati (12,1 %) itd. Po letu 1948 se je večina redkih preživelih Judov preselila v novoustanovljeno državo Izrael, Nemci pa so odšli – deloma prostovoljno in deloma pod prisilo – v Avstrijo, Nemčijo in Južno Ameriko (predvsem Brazilijo in Argentino). Rdeča armada Sovjetske zveze je konec leta 1944 in med letom 1945 internirala nekaj belih ruskih beguncev in jih odpeljala nazaj v ZSSR; vseeno je mesto ostalo narodnostno pisano, vanj pa se je priselilo veliko ljudi iz različnih delov SFRJ. Ob osvoboditvi je mesto imelo 44.000 prebivalcev, nato pa je razmeroma hitro raslo, tako da je v šestdesetih letih dvajsetega stoletja imelo že preko 100.000 prebivalcev. V obdobju po drugi svetovni vojni je Novi Sad postal ne samo glavno, ampak tudi največje mesto Vojvodine, ko je po številu prebivalcev prehitel Subotico.
Takoj po osvoboditvi so Novi Sad pričeli obnavljati in v njem razvijati industrijo. Že obstoječe industrijske panoge so večkratno povečale proizvodnjo in ustanavljale so se nove. Leta 1954 je industrija v mestu zaposlovala približno 10.000 delavcev, leta 1984 pa jih je bilo okoli 75.000. S številnimi urbanizacijskimi rezi v času socializma je mesto izgubilo nekatere svoje prepoznavne zgradbe, med drugim Armensko cerkev in del Jevrejske ulice, zgradile pa so se široke ceste in stanovanjski bloki. Poleg starih srednjih šol in novih, ki so se sčasoma specializirale in znatno povečale število dijakov, Novi Sad je dobil več šol. Najprej je bila to Višja pedagoška šola (ustanovljena 1946), nato Filozofska in Agronomska fakulteta (1954), nazadnje pa je bila leta 1960 ustanovljena samostojna Univerza, sestavljena iz devetih fakultet in več višjih šol. Leta 1980 je začela delovati tudi novoustanovljena Vojvodinska akademija znanosti in umetnosti.
Potem ko je leta 1965 Novi Sad prizadela katastrofalna poplava, med katero je Donava dosegla rekordnih 778 cm, so izvedli veliko rekonstrukcijo novosadskega nabrežja. Vence nasipov so dvignili za približno 1,2 metra nad zabeleženi vodostaj, razen na kanalu in nabrežju.
6. oktobra 1988 so se v Novem Sadu zgodile demonstracije, ki so strmoglavile takratno vojvodinsko vlado. Zaradi jogurta, ki so ga delili protestnikom, ti pa so ga metali v vojvodinske funkcionarje, je ta dogodek ostal znan kot »jogurtna revolucija«. Cilj teh demonstracij je bil izničiti takratni avtonomni status Vojvodine, ki ga je imela pokrajina po ustavi iz leta 1974. Nova ustava Srbije iz leta 1990 je Vojvodini odvzela državnost in federalni status ter pokrajino spremenila v ozemlje z omejeno stopnjo avtonomije.

### V samostojni Srbiji
Po razpadu Socialistične federativne republike Jugoslavije – osamosvojitvi Slovenije, Hrvaške, Bosne in Hercegovine ter Makedonije – je Novi Sad nenadoma postal drugo največje mesto v novonastali Zvezni republiki Jugoslaviji, kar je dalo dodaten zagon njegovemu razvoju kljub krizam in turbulentnosti tega obdobja.
Zadnje desetletje 20. stoletja so v Novem Sadu zaznamovali številni protesti opozicijskih strank ter študentski protesti. Najdaljši in najbolj množični protesti študentov novosadskih univerz so potekali med decembrom 1996 in marcem 1997. Od konca leta 1998 do konca leta 2000 je v Novem Sadu delovalo Ljudsko gibanje Otpor.
Novi Sad je močno poškodovalo Natovo bombardiranje leta 1999: porušeni so bili vsi trije mostovi čez Donavo, poškodovani so bili komunikacijski ter vodovodni in električni sistemi. Rafinerija nafte je bila bombardirana skoraj vsakodnevno, kar je povzročilo ekološko škodo in onesnaženje. Uničeni so bili objekti Televizije Novi Sad na Mišeluku, poškodovani pa so bili tudi stanovanjski, industrijski in drugi objekti v nekaterih delih mesta.
Zamenjava oblasti v Beogradu oktobra 2000 in odpiranje države svetu sta ustvarila pogoje za nadaljnji razvoj mesta. Poleg obnove porušenih mostov in gospodarstva, oslabljenega od dolgoletnih sankcij, se je v Novem Sadu okrepila predvsem gradnja stanovanjskih, poslovnih in drugih objektov, zaradi česar so nekateri označevali Novi Sad za največje gradbišče v državi, poleg beguncev in razseljenih ljudi, ki so se priselili v letih vojne, je mesto kot eno od dveh najrazvitejših gospodarskih središč Srbije postalo tudi gravitacijska točka novih ekonomskih migrantov.
Leta 2022 je Novi Sad skupaj z litovskim Kaunasom in luksemburškim Esch-sur-Alzette nosil naziv evropske prestolnice kulture.
1. novembra 2024 se je zrušil nadstrešek na novosadski železniški postaji. Dogodek, v katerem je umrlo 16 ljudi, je sprožil serijo protestov po vsej državi proti vladni korupciji.

## Prebivalstvo
Novi Sad je za Beogradom drugo največje mesto v Srbiji. Število prebivalcev od konca druge svetovne vojne nepretrgoma narašča, kar je v večji meri posledica priseljevanja. Večina priseljencev v mestu izvira z območja Vojvodine (56,2 %), nekoliko manj z območja Bosne in Hercegovine (15,3 %) in osrednje Srbije (11,7 %).
Po podatkih popisa leta 2022 je imel sam Novi Sad 260 438 prebivalcev, medtem ko je število prebivalcev upravnega območja mesta, ki zajema še tri mestna (Petrovaradin, Sremska Kamenica, Futog) in 12 nemestnih naselij, znašalo 368 967.
|  | 64041 | 70769 | 95192 | 134160 | 163773 | 173186 | 191656 | 231798 | 260438 |
|  | 1948  | 1953  | 1961  | 1971   | 1981   | 1991   | 2001   | 2011   | 2022   |

|  | 111358 | 120686 | 155685 | 206821 | 250138 | 265464 | 299294 | 341625 | 368967 |
|  | 1948   | 1953   | 1961   | 1971   | 1981   | 1991   | 2001   | 2011   | 2022   |

### Slovenci v Novem Sadu
V Novem Sadu od leta 1997 deluje slovensko društvo »Kredarica«.

## Mestne četrti
Poleg najožjega mestnega območja Novega Sada na levem bregu Donave urbano območje mesta vključuje tudi Petrovaradin in Sremsko Kamenico na desnem bregu Donave, ki skupaj s preostalim delom mesta na levem bregu reke tvorita enotno celoto.
Najstarejše mestne četrti Novega Sada so Stari grad, Podbara (Almaški kraj) in Rotkvarija (Svetojovanski kraj). S širjenjem mesta sta v prvi polovici 19. stoletja nastali Salajka in Grbavica. Med starejše predele Novega Sada se uvrščajo tudi nekdaj ločena naselja Sremska Kamenica, Petrovaradin in Klisa, ki so danes del urbanega območja mesta. Do sredine 20. stoletja so nastale mestne četrti Banatić, Sajmište, Adamovićevo naselje, Telep, Stara Detelinara, Liman 1, Vidovdansko naselje, Slana bara, Mali Beograd, Stari Šanghaj itd.
Soseske Liman 2, 3 in 4, Satelit, Novo naselje, Nova Detelinara, Avijatičarsko naselje in Adice so nastale v času socializma, predvsem s plansko gradnjo. Izjema so Adice, ki so nastale kot nenačrtovano primestno naselje in se je kasneje združile z Novim Sadom. Na Limanu, v Novem naselju in na Detelinari so zgrajene sodobne stavbe in široke ceste, to pa so tudi tri največja novosadska naselja po številu prebivalcev. Ta naselja so nastala zaradi velikega priliva prebivalstva po drugi svetovni vojni na območjih dotedanjih gozdov in polj. Številne stare hiše v mestnem jedru, na Rotkvariji in okoli današnjega Bulevara oslobođenja so v petdesetih in šestdesetih letih dvajsetega stoletja porušili, namesto njih pa postavili večnadstropne stavbe. Nov gradbeni razmah je mesto doživelo konec 20. in v začetku 21. stoletja. Nekatere starejše mestne četrti, kot so Grbavica, Stara Detelinara in Telepa, so tedaj popolnoma spremenile svojo fiziognomijo.
Najnovejše mestne četrti z novozgrajenimi družinskimi hišami večinoma stojijo na obrobju mesta in jih večinoma naseljujejo begunci iz časa jugoslovanskih vojn. Te nove mestne četrti so Veternička rampa, Sajlovo, Veliki Rit, Gornje Livade itd. Nove večnadstropne stavbe za kolektivno stanovanje so bile zgrajene na Jugovićevu, urbanistični načrti pa predvidevajo takšno načrtno gradnjo tudi na območju Mišeluka. Širjenje stanovanjskih območij je značilno tudi za sremski breg Donave, kjer so sčasoma nastala nova stanovanjska naselja v bližini zgodovinskih mestnih jeder Petrovaradina in Sremske Kamenice: Ribnjak, Karagača, Sadovi, Bukovački plato, Alibegovac, Tatarsko Brdo, Čardak, Bocke, Staroiriški Put, Paragovo, Popovica, Glavica, Artinjeva itd.

## Šport
Novi Sad je bil gostitelj evropskega in svetovnega prvenstva v namiznem tenisu leta 1981 in 29. šahovske olimpijade leta 1990. Gostoval je tudi evropsko in svetovno prvenstvo v sambu, balkansko in evropsko prvenstvo v judu, finalno tekmo pokala Saporta leta 1987 v evropski košarki in zaključni turnir evropskega odbojkarskega pokala. Bil je eden izmed gostiteljev Svetovno prvenstvo v hokeju na ledu leta 2002, evropskega košarkarskega prvenstva 2005, evropskega rokometnega prvenstva 2012 in tekem svetovne lige v odbojki leta 2017.
Nogometni klub FK Vojvodina igra v Superligi Srbije, drugi nogometni klub v mestu je RFK Novi Sad 1921 z Detelinare (s katerim se je leta 2022 združil FK Proleter Novi Sad). Ostali pomembni novosadski športni klubi so Odbojkarski klub Vojvodina, Košarkarski klub Vojvodina, Rokometni klub Vojvodina in Vaterpolo klub Vojvodina.

## Prijateljska mesta
Novi Sad je pobraten z naslednjimi mesti:
| - Modena, Italija (1964) - Čangčun, Kitajska (1981) - Dortmund, Nemčija (1982) - Norwich, Združeno kraljestvo (1989) - Iliupoli, Grčija (1994) | - Budva, Črna gora (1996) - Temišvar, Romunija (2005) - Nižni Novgorod, Rusija (2006) - Pécs, Madžarska (2009) - Gomelj, Belorusija (2013) | - Toluca, Mehika (2015) - Kumanovo, Severna Makedonija (2019) - Aleksandrija, Egipt (2021) - Istočno Sarajevo, Bosna in Hercegovina (2021) |

Sporazume o sodelovanju ima sklenjene z mesti:
| - Lvov, Ukrajina - Szeged, Madžarska - Ulm, Nemčija - Göteborg, Švedska - Osijek, Hrvaška | - Tuzla, Bosna in Hercegovina - Nantes, Francija - Sankt Peterburg, Rusija - Banja Luka, Bosna in Hercegovina - Krasnodar, Rusija | - Orjol, Rusija - Enghien-les-Bains, Francija - Saint-Leu-la-Forêt, Francija - Taverny, Francija |